# Экрон
Экрон (ивр. עֶקְרוֹן‎ eqrōn), в Синодальном переводе Библии Екрон, Аккарон; в  Библии иногда Аскалон (искоренение) — один из пяти знаменитыx филистимлянских городов (Пентаполь) на юго-западе Ханаана.
В настоящее время Экрон идентифицируют с Тель-Микне. Впервые эта теория была предложена в 1957—1958 Наве и Калайем, и подтверждена раскопками 1996 года.

## История
На месте Тель Микне находились небольшие поселения, начиная с энеолита и до раннего бронзового века. После 400-летнего перерыва, в течение которого только верхняя часть тепе была заселена, город значительно расширился (примерно 1600 г. до н. э.).

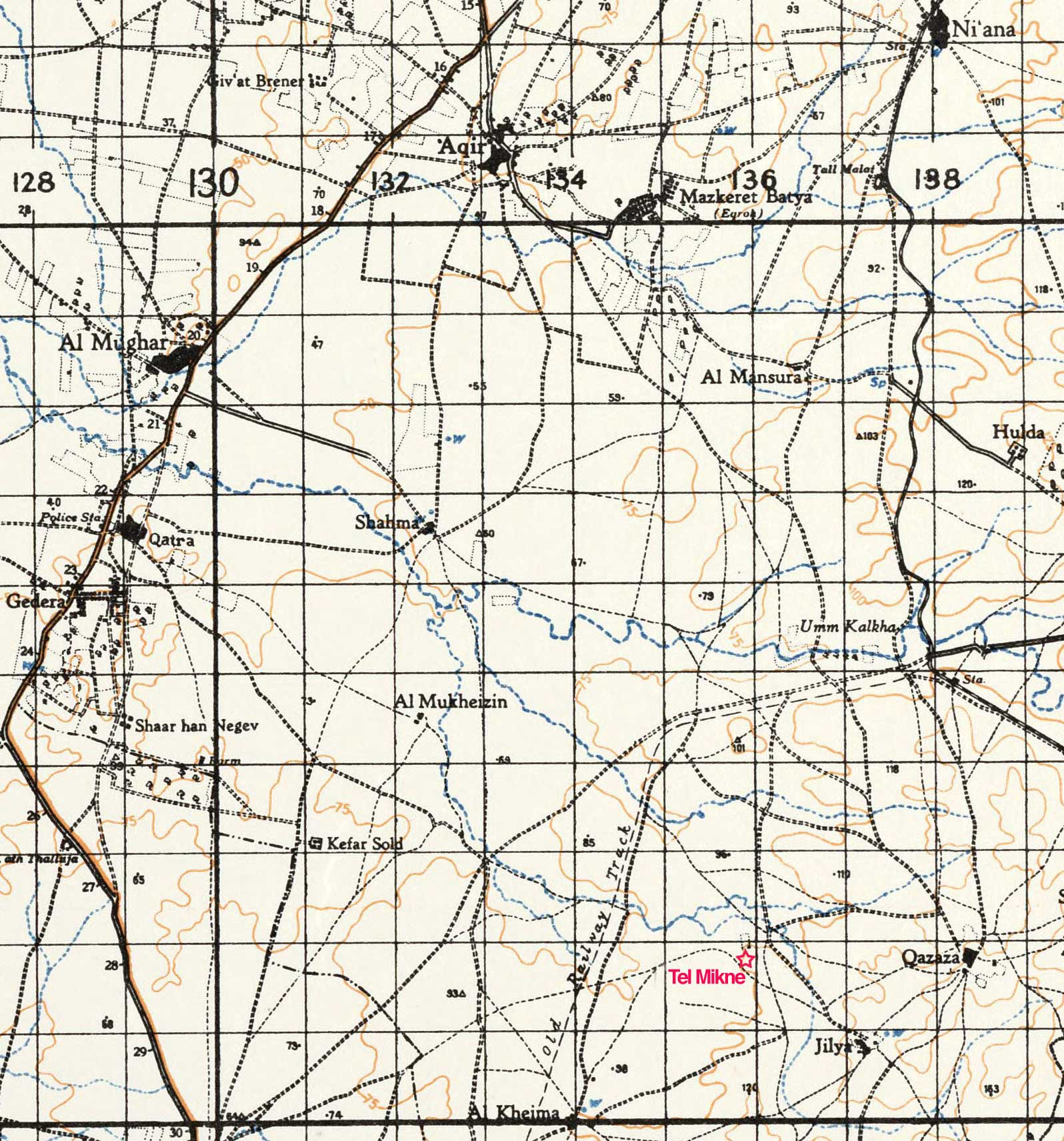
Карта 1939 года с указанием окрестностей

## Раскопки
Раскопки Тель-Микне — Экрон проводились в течение 14 сезонов между 1981 и 1996, и спонсировались институтом археологических исследований Олбрайта и Еврейским университетом в Иерусалиме, под руководством Труде Дотанас и Сеймур Гитина. Основное внимание исследования было направлено на междисциплинарные исследования взаимодействий между филистимлянами, израильтянами, финикийцами, ассирийцами и египтянами во время позднего бронзового века II и железного века I и II.

## Упоминания в Библии
Падение Экрона было предсказано пророками Иеремией (XXV, 20), Амосом (I, 8), Софонием (II, 4) и Захарией (IX, 5-7).
Согласно Книге Царств (I Цар. VI, 16-17), Ковчег завета из Экрона был отправлен в Иудею по дороге к Вефсамису. Экрон находился под властью филистимлян даже во времена Давида (I Цар. XVII, 52), Охозии (IV Цар. I, 2, 3, 6), Озии (Амос I, 8) и Иосии (Иеремии XXV, 20). Согласно книге Маккавеев (1 Мак. X, 89), Экрон подарен был сирийским царем Александром Валою Ионафану, брату Иуды Маккавея.